# Romuald Kłys
Romuald Kłys (ur. 7 lutego 1937 w Brzezince, zm. w 1997) – polski reżyser filmów animowanych.

## Życiorys
W 1953 ukończył Liceum Technik Plastycznych w Bielsku-Białej a w 1954 rozpoczął pracę w Studio Filmów Rysunkowych w tym mieście.

## Wybrana filmografia
jako reżyser:
- 1987: Reksio (odc. Reksio i bocian)
- 1986: Bolek i Lolek w Europie (odc. Pod kraterem), Reksio (odc. Reksio i mrówki)
- 1985: Reksio (odc. Reksio i sroka)
- 1984: Olimpiada Bolka i Lolka (odc. Siatkówka)
- 1983: Olimpiada Bolka i Lolka (odc. Tor przeszkód, Gol)
- 1981: Reksio (odc. Reksiowa zima)
- 1980: Bolek i Lolek wśród górników (odc. Skarbnik, W starej kopalni), Wyprawa profesora Gąbki (odc. Bananowy kraj)
- 1979: Wyprawa profesora Gąbki (odc. Ucieczka deszczowcow, Odkrycie, Zatrute źródło)
- 1978: Przygody Bolka i Lolka (odc. Cygański wóz)
- 1977: Przygody Bolka i Lolka (odc. Pocztowy gołąb), Reksio (odc. Reksio wybawca)
- 1976: Przygody Bolka i Lolka (odc. Wagary, Wakacje nad morzem, Zmylony trop, Kowboj i Indianie)
- 1975: Przygody Bolka i Lolka (odc. Przyjaciele bobrów, Wycieczka kajakiem, Fotoreporter), Reksio (odc. Reksio pocieszyciel), Zabawy Bolka i Lolka (odc. Opiekunowie zwierząt)
- 1974: Przygody Bolka i Lolka (odc. Śniadanie na biwaku, Przygoda na dwóch kółkach)

jako główny animator:
- 1973: Przygody Bolka i Lolka (odc. Wycieczka w góry, Nad jeziorem, Sierpniowa wędrówka, Małpka)
- 1972: Bolek i Lolek na Dzikim Zachodzie (odc. Obrońcy prawa, Indiański bożek), Przygody Bolka i Lolka (odc. Deszczowe wakacje)

## Nagrody indywidualne
- 2017: Platynowe Koziołki na Międzynarodowym Festiwalu Filmów Młodego Widza „Ale Kino!” za Reksio
- 1977: Poznańskie Koziołki na Międzynarodowym Festiwalu Filmów Młodego Widza „Ale Kino!” za animację filmu Awantura w Przechwałkowie
- 1976: Nagroda Ministra Spraw Zagranicznych za wybitne zasługi w propagowaniu polskiej kultury za granicą za Przygody Bolka i Lolka